# 30049 Violamocz
30049 Violamocz è un asteroide della fascia principale. Scoperto nel 2000, presenta un'orbita caratterizzata da un semiasse maggiore pari a 2,4634591 UA e da un'eccentricità di 0,1770073, inclinata di 4,94262° rispetto all'eclittica.